# 溫忠翰
温忠翰（1835年—？），字味秋，山西太谷县敦坊村人。清朝政治人物。

## 生平
温忠翰少负才名，咸丰八年（1858年）中顺天乡试举人，同治元年（1862年）中式壬戌科徐郙榜一甲第三名进士。授翰林院编修。同治六年（1867年），出任湖南学政。历官湖北按察使、詹事府赞善、中允、司经局洗马等。光绪十二年，因病休致归里。
温忠翰善文章，喜爱抚琴。有《名翰赏心集》、《古诗欣赏集》、《红叶庵诗文集》等。

## 家族
出身官宦世家，祖父温承惠，历官直隶总督，父温启封，举人出身，官至刑部郎中。